# Hudene distrikt
Hudene distrikt är ett distrikt i Herrljunga kommun och Västra Götalands län. 
Distriktet ligger öster om Herrljunga. 

## Tidigare administrativ tillhörighet
Distriktet inrättades 2016 och utgörs av socknen Hudene i Herrljunga kommun.
Området motsvarar den omfattning Hudene församling hade vid årsskiftet 1999/2000.